# أدريان نوبل
أدريان نوبل (بالإنجليزية: Adrian Noble)‏ هو مخرج بريطاني، ولد في 19 يوليو 1950 في تشيتشستر في المملكة المتحدة.

## معرض صور

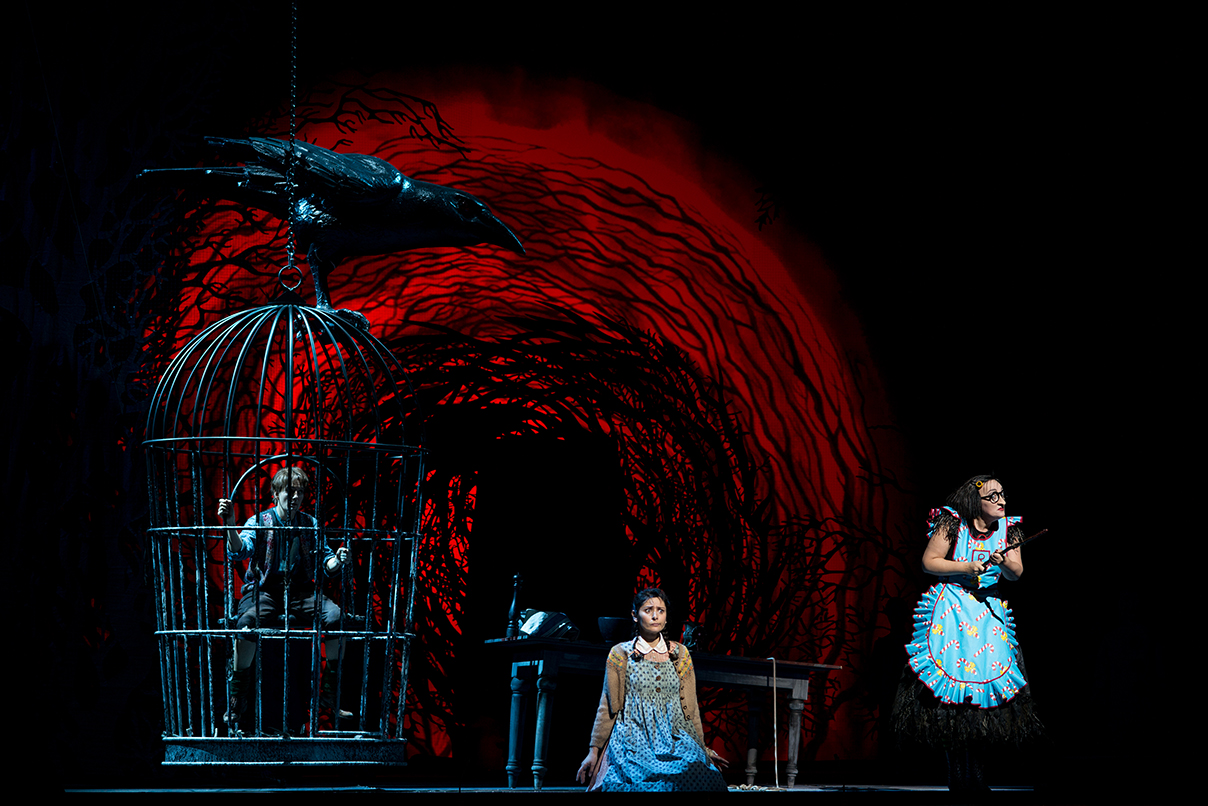
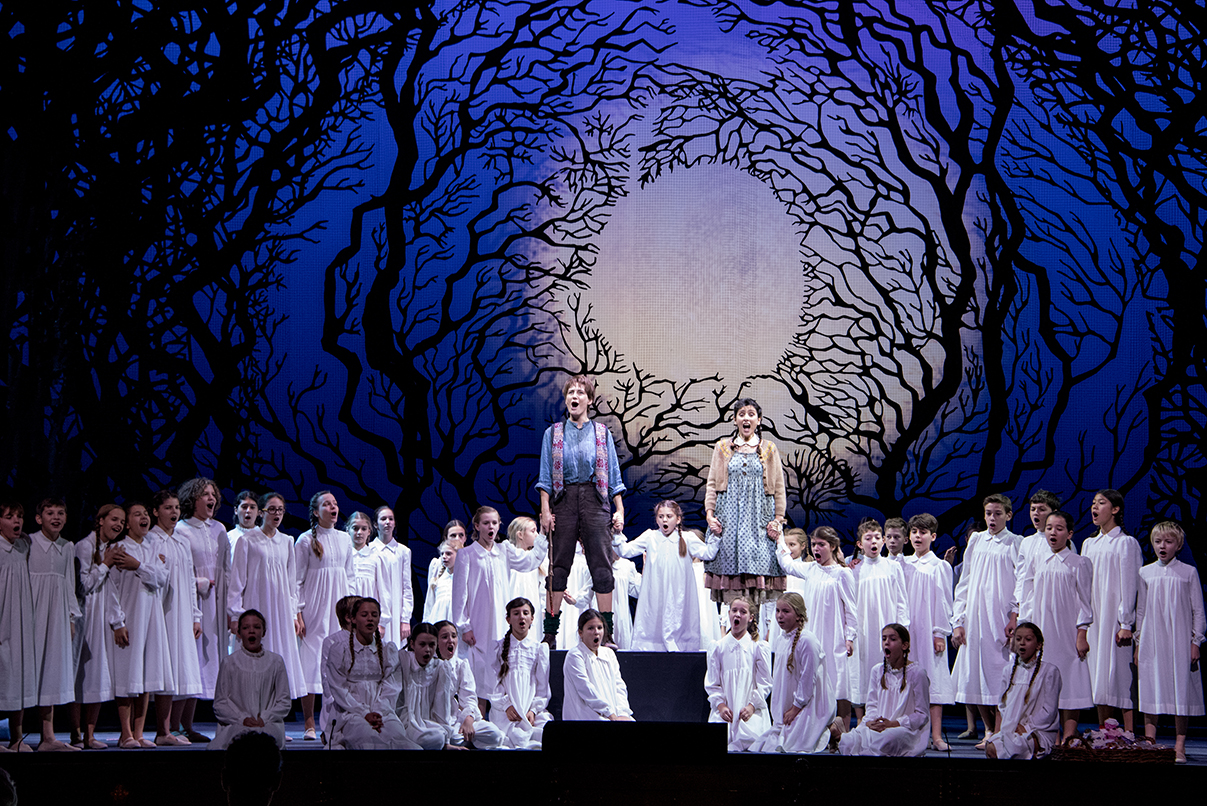
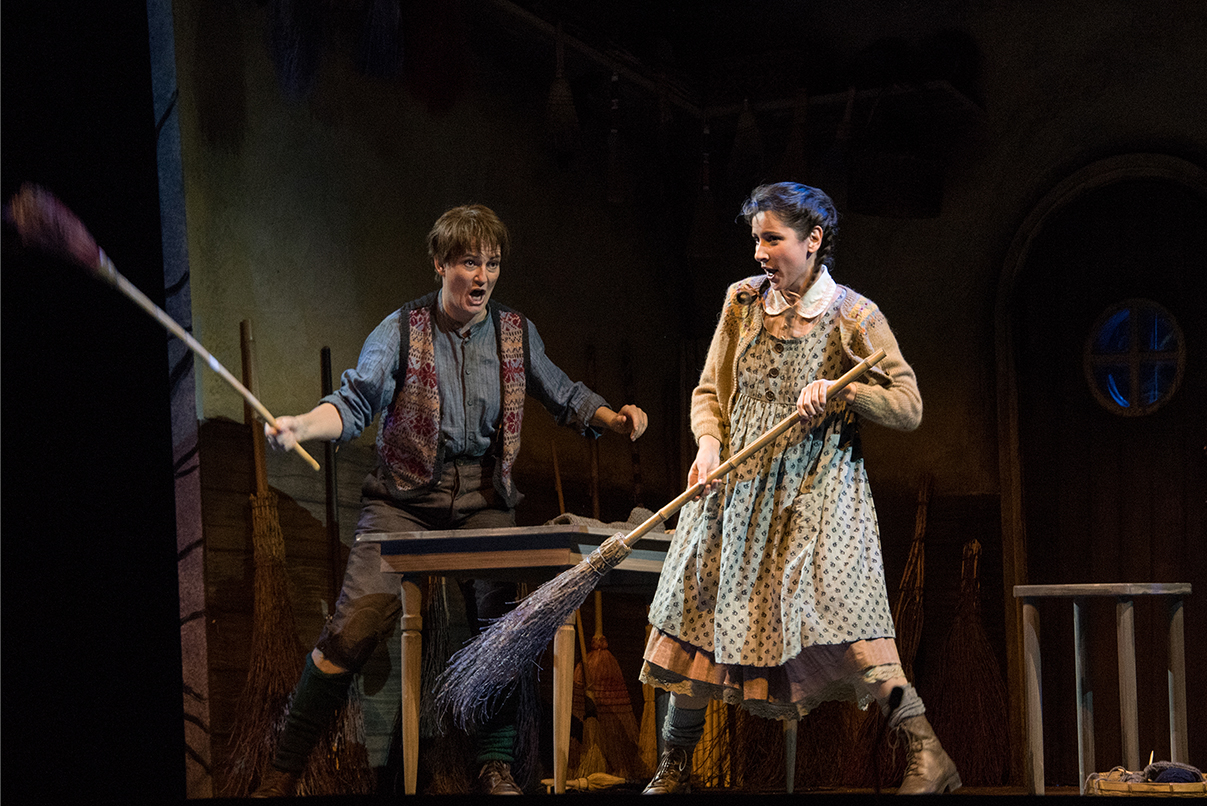

## وصلات خارجية
- أدريان نوبل على موقع IMDb (الإنجليزية)
- أدريان نوبل على موقع قاعدة بيانات برودواي على الإنترنت (الإنجليزية)
- أدريان نوبل على موقع قاعدة بيانات الفيلم (الإنجليزية)